# Свидетель (фильм, 1969)
«Свиде́тель» (венг. A tanú, также известен как «Без следа») — сатирический венгерский фильм 1969 года режиссёра Петера Бачо. Фильм был создан в напряжённой политической обстановке в то время, когда разговоры о 1950-х годах и восстании 1956 года всё ещё были запрещены. Хотя фильм был дозволен к съёмке и профинансирован коммунистической властью, впоследствии он был запрещён к показу. В результате просмотра ленты в зарубежных странах коммунистическим властям всё-таки пришлось уступить и разрешить показ в Венгрии. Он был показан в 1981 году на Каннском кинофестивале. Продолжение было снято в 1994 году под названием «Megint tanú» (рус. «Вновь свидетель»).

## Сюжет
В фильме Йожеф Пеликан — отец-одиночка, который ранее принимал участие в коммунистическом движении во время второй мировой войны в Венгрии, а теперь работает на дамбе. Он встречает старого друга из подпольного коммунистического движения Даниеля Зольтана, который стал чиновником; он рыбачит на Дунае недалеко от дамбы. Даниель падает в реку, и Пеликан спасает его и приглашает его к себе домой. УГБ получает отчёт о том, что Пеликан незаконно забил свинью для прокорма семьи. Даниель пытается спасти его, но случайно открывает потайную дверь в подвал, где спрятана вся свинина. Пеликан был заключён под стражу, а затем освобождён в связи с «указанием высшего руководства». Товарищ Вираг даёт различные задания, такие как назначение Пеликана генеральным директором бассейна, парка развлечений и института по селекции апельсинов, и всё для того, чтобы заставить Пеликана быть свидетелем в суде против Даниеля. До процесса они объясняют Пеликану всё, что он должен будет сказать перед судом, но он решает рассказать правду. За это Пеликан вновь заключается под стражу. Пока он ждёт повешения, политический климат в стране меняется. После освобождения он встречает товарища Вирага, который потерял всё своё былое могущество и влияние.

## В ролях
- Ференц Каллаи — Йожеф Пеликан, Диве Кеэпер
- Лили Монори — Гизи, дочь Пеликана
- Лайош Эзе — Арпад Вираг
- Бела Бот — Товарищ Баштья
- Золтан Фабри — Золтан Даниель
- Карой Бичкеи — Элемер Гуйаш
- Дьёрдь Кезди — детектив Вирага
- Йожеф Хорват — железнодорожник
- Роберт Ратоньи — актёр оперетты